# Icelandic National Group of IFPI
Icelandic National Group of IFPI ou ICC é uma empresa oficial que representa as indústrias fonográficas da Islândia. É também associada ao IFPI.